# ベニー・ガンツ
ベンヤミン・"ベニー"・ガンツ（Benjamin "Benny" Gantz ,ヘブライ語: בִּנְיָמִין "בֵּנִי" גַּנְץ, 1959年6月9日 - ）は、イスラエルの政治家、軍人。現在、クネセト議員、政党連合・国民の団結代表、イスラエル回復党党首（初代）。
副首相兼国防大臣、クネセト議長、政党連合「青と白」共同代表（初代）、国防軍参謀総長などを歴任した。

## 軍人として
兵役制度により1977年にイスラエル国防軍に入隊し、志願して空挺旅団に配属された。入隊した年には、イスラエルを訪問したエジプトのアンワル・サダト大統領の警護任務などに就いた。
1978年3月のリタニ作戦（レバノン南部への限定的な侵攻作戦）、1978年6月のレバノン南部のファタハ訓練キャンプ襲撃作戦などに空挺兵として参加した後、1979年には幹部候補生学校を卒業し空挺旅団に復帰した。空挺兵部隊の小隊長・中隊長を務めた後、アメリカ陸軍の特殊部隊訓練コースを修了し、1982年の第一次レバノン戦争にも実戦参加した。
レバノン戦争の後、1987年にガンツは第35空挺旅団隷下の第890空挺大隊の大隊長となり、レバノン南部での治安維持や対ゲリラ作戦に従事した。
1989年にはイスラエル空軍の特殊作戦部隊"シャルダグ"の指揮官となり、1991年のソロモン作戦では現地エチオピアのアディスアベバ入りして部隊を指揮し、14,000人のエチオピア人ユダヤ教徒をイスラエルに退避させる作戦を成功させた。
1992年には予備役空挺旅団の旅団長、1994年にはユダヤ地域旅団長、1995年には古巣である第35空挺旅団の旅団長の任に就いた。
1998年には北部軍の第90予備役師団師団長となり、1999年にはレバノン連絡ユニット指揮官、2000年にはユダヤ・サマリア師団長を歴任した。2002年には北部軍(Northern Command)司令官、2005年にはイスラエル陸軍総司令官の職に就いた。
2005年からアメリカ合衆国駐在武官を務めた後、2009年にイスラエル国防軍副参謀長となった。
2011年から4年間イスラエル国防軍参謀総長（第20代）を務めた。ガンツの参謀総長就任は当初有力視されていたものの、前任のガビ・アシュケナジと同じく北部軍司令官を務めた経緯から、バランスをとる意味で、南部軍司令官を務めたヨアヴ・ガラント副参謀総長がその後浮上。しかしながらガラントに土地取引疑惑が浮上し最終的にガンツの昇格が実現した。

## 政治家として
2019年9月17日に投票された総選挙では、ガンツ率いる中道野党連合「青と白」の獲得議席数がベンヤミン・ネタニヤフ首相率いる右派与党「リクード」に肉薄。ネタニヤフからは連立政権の樹立を呼び掛けを受けたが、ガンツ側は連立政権内での首相の座を求めて対立した。
ネタニヤフが組閣を断念した後、ガンツが組閣を目指したがこちらも断念。同年12月に議会は解散し、2020年3月にふたたび総選挙が行われた。総選挙では再びリクードが僅差で勝利したため与野党が拮抗する状況に変化は生じなかった。2020年3月16日、レウベン・リブリン大統領は、青と白を率いるガンツに再度組閣を指示した。3月26日、ガンツは新型コロナウイルスへの対応のため「緊急的統一政府」を目指す必要があるとしてこれまでの方針を転換し、ネタニヤフ政権に合流する意向を示した。同日、議会は、ガンツを賛成多数で議長に選出したが、これは議長という立場から幅広く支持を要請する意図があったとされる。
しかし急な方針転換に青と白は分裂し、組閣は難航。4月13日の組閣期限が迫る中、ガンツはルブリン大統領に組閣期限の延長を要請するが、12日にルブリンはこれを拒否し、首相候補選出はふたたび議会に委託された。結局、5月7日に議会の72人の議員がネタニヤフの首相就任支持を表明し、17日に議会が新政権を承認。ネタニヤフを首相、ガンツを控えの首相兼国防大臣とする挙国一致内閣が発足した。ネタニヤフが2021年11月頃まで首相を1年半務めた後、ガンツが1年半首相を務めることとなった。しかしネタニヤフに汚職疑惑が持ち上がったこともあって両者の対立は深まり、2020年12月23日の期限内に予算が成立しなかったため議会はまたも解散、ガンツが首相になる前に、連立政権は崩壊した。
2023年10月7日に対ハマース戦争が勃発し、翌8日にはイェシュ・アティッドのヤイル・ラピドと共にネタニヤフ首相との協議に臨み、その中で戦争に対処するため臨時に統一政府を樹立することが議題に上った。2野党は挙国一致内閣で対処することには同意し、極右政党の排除が聞き入れられなかったラピドは最終的に参加を見合わせたが、10月11日に挙国一致の戦時内閣が発足。ガンツは3人のメインメンバーの一人として参加した。しかしネタニヤフに対する批判を一切やめたわけではなく、同年11月26日にはネタニヤフが連立相手のユダヤ教超正統派政党や極右政党に対して約束していた補助金を戦時予算に組み入れたことを批判し、戦費や経済対策費以外の予算を削るよう要求した。
2024年3月3日にはネタニヤフに事前に承認を得ることなくアメリカを訪問したため逆鱗に触れ、ネタニヤフが駐米イスラエル大使に対してガンツに協力しないよう指示するなど不協和音が露わとなった。またネタニヤフに対する批判が国内から高まっていた同年4月3日には、2026年10月27日に想定されている次期総選挙を繰り上げて2024年9月に執行すれば国民の信を問うことができ、軍事行動を継続できると主張したが、この時点で総選挙を行えばリクードが敗北する一方でガンツの率いる国民の団結が勝利しガンツが首相に就任することが見込まれていたため、リクードはこの提案を否定した。同年5月18日には、ネタニヤフに戦後ガザ地区の統治方針を6月8日までに示すよう求め、合意できなければ政権を離脱すると表明した。6月8日にガザ地区に囚われていたイスラエル人人質4人が救出されたため記者会見を1日延期し、6月9日に戦時内閣を離脱すると発表するとともに、早期に総選挙を実施するよう要求した。戦時内閣はその1週間後の6月16日に解散を余儀なくされた。

## 栄典
|  | レジオン・オブ・メリットコマンダー     |
|  | 第一次レバノン戦争従軍リボン           |
|  | レバノンセキュリティ・ゾーン従軍リボン |
|  | 第二次レバノン戦争従軍リボン           |
|  | 境界防衛作戦従軍リボン                 |